# Psectrosciara arnaudi
Psectrosciara arnaudi är en tvåvingeart som beskrevs av Cook 1978. Psectrosciara arnaudi ingår i släktet Psectrosciara och familjen dyngmyggor. Inga underarter finns listade i Catalogue of Life.